# Wilhelm Bolin
Andreas Wilhelm Bolin (født 2. august 1835 i Sankt Petersborg, død 16. juni 1924 i Helsinki) var en finsk filosof.
Bolin blev student i Helsingfors 1852 og kandidat 1857. Fra 1862 havde han en stilling som amanuensis ved biblioteket dersteds og disputerede for den filosofiske doktorgrad 1864. Året efter blev han docent i filosofi og ekstraordinær professor 1869. Senere trak han sig tilbage fra docentvirksomheden og helligede sig sin virksomhed ved biblioteket, hvor han fra 1873 blev bibliotekar, og fra hvilket han tog sin afsked 1912. En kortere tid fungerede han 1884 som direktør ved det svenske teater i Helsingfors.
Som filosof var Bolin i første række påvirket af Feuerbach, og i hele sin retning står han i øvrigt 18. århundredes radikale oplysningsfilosofier nærmest.

## Værker
- Familjen, studier (1864)
- Undersökning af läran om viljans frihet (1868)
- Europas statslif og filosofins politiska läror 1-2 (1868-71)
- Ludwig Feuerbach, sein Wirken und seine Zeitgenossen (1891)
- Spinoza (1894).